# Emil Schulthess (Fotograf)

Cover des Buches «Swiss Panorama» von Emil Schulthess: Thunersee und rechts: Eiger, Mönch und Jungfrau

Emil Schulthess (* 29. Oktober 1913 in Zürich; † 22. Januar 1996 auf der Forch, Gemeinde Maur) war ein Schweizer Fotograf.
Nach einer Ausbildung zum Grafiker führte er von 1937 bis 1957 bei Conzett & Huber in Zürich die grafische Gestaltung der Zeitschrift Du und der Manesse Bibliothek der Weltliteratur aus. 
Die 24-teilige Bildfolge über die Mitternachtssonne, die er im Juni 1950 im Norden Norwegens realisierte, machte ihn mit ihrer Veröffentlichung in der Zeitschrift Life vom 30. Juli 1951 international bekannt. Als Art Director des Swissair-Kalenders war er von 1951 bis 1990 für dessen Gestaltung verantwortlich. Ab 1957 war er als freier Fotograf und Autor tätig. 1958 begleitete er eine Mannschaft des United States Antarctic Program in die Antarktis. Zum Dank für seine dabei geleistete dokumentarische Arbeit ist das Kliff Schulthess Buttress nach ihm benannt.